# Utbildning i USA
Utbildningen i USA styrs delvis av USA:s federala statsmakt, men kontrolleras i hög utsträckning av delstaterna.

## Historia

### Expansion för utbildningen i USA i slutet av 1800-talet
År 1852 blev Massachusetts den första delstat i USA som införde obligatorisk skola. År 1870 utexaminerades bara 2 % av 17-åringarna i USA från high school. År 1900 hade denna siffra ökat till 10 %, men de flesta kom ännu från rika familjer. År 1900 hade 31 delstater lagar om obligatorisk skola för barn i åldrarna 8–14 år. År 1910 gick 72 % av USA:s barn i skolan och hälften av dem gick i enklassrumsskolor. McGuffey Readers var en vanlig läsebok.

### Högre utbildning
Mellan 1880 och 1885 öppnades över 150 nya colleges och universitet i USA. I början av 1900-talet fanns i USA omkring 1 000 colleges med 160 000 studenter.

### Segregation
Före det amerikanska inbördeskriget fanns det delstater i södern i USA som förbjöd afroamerikaner att lära sig läsa och ännu färre gick i skolan. 1896 tilläts segregation i USA så länge ingen fick sämre kvalitet på undervisningen. USA förbjöd segregerade skolor 1954.

## Årskurser
USA använder sig av årskursbenämningar (engelska grades) som inte är så enkla att förstå i andra länder. USA använder sig av ordinaltal istället för kardinaltal. Då ett "typiskt" barn i USA får frågan om vilken årskurs det går i kommer det förmodligen att svara till exempel "fjärde årskursen" istället för "årskurs 4". Följande tabell visar den typiska åldern på barn som går i de olika årskurserna. Många olika variationer förekommer i olika delar av USA.

### Nivå/årskurs: ålder (år gammal)

Schematisk översikt över nivåer och årskurser, från förskola till forskarutbildning.

- Preschool, Nursery School, eller Head Start; Under 5
- Elementary school
  - Kindergarten: 5–6
  - 1:a årskursen: 6–7
  - 2:a årskursen: 7–8
  - 3:e årskursen: 8–9
  - 4:e årskursen: 9–10
  - 5:e årskursen: 10–11
- Middle school eller Junior high school
  - 6:e årskursen: 11–12
  - 7:e årskursen: 12–13
  - 8:e årskursen: 13–14
- High school
  - 9:e årskursen (Freshman year): 14–15
  - 10:e årskursen (Sophomore year): 15–16
  - 11:e årskursen (Junior year): 16–17
  - 12:e årskursen (Senior year): 17–18
- College eller universitet
  - Freshman: 18–19
  - Sophomore: 19–20
  - Junior: 20–21
  - Senior: 21–22

## Preschool
Det finns ingen obligatorisk förskola eller daghemsverksamhet i USA. USA:s federala regering startade programmet Head Start för föräldrar med sämre ekonomi, men de flesta familjer kan själva hitta förskolor eller, som alternativ, barnomsorg. I storstäderna finns det många dyra förskolor för barn med välbärgade föräldrar. Dessa familjer ser sådana skolor som första steget mot de så kallad Ivy League-universiteten.

## Primär och sekundär utbildning
Skolan är obligatorisk för alla barn som bor i USA, men skolpliktsåldern varierar från delstat till delstat. De flesta barn i USA börjar primärutbildning på Kindergarten som 5–6-åringar, och slutar sin sekundärutbildning i 18-årsåldern, då deras sista läsår på high school slutar. Oftast börjar den obligatoriska utbildningen med första årskursen (Kindergarten är oftast inte obligatoriskt). Vissa delstater tillåter eleverna att lämna skolan som 16-åringar, innan high school är över, medan andra delstater "håller kvar" dem till 18-årsåldern. De flesta föräldrar sänder sina barn till allmänna eller privata institutioner. Omkring 85 % av barnen går (tidiga 2000-talets förhållanden) i allmänna skolor, eftersom dessa är offentligt finansierade. Skoldagen är omkring åtta timmar lång och året omfattar omkring 180 skoldagar. De flesta skolor har ett sommarlov i omkring två och en halv månad, från juni till augusti (främst i de varmare delstaterna) och andra från slutet av juni till början av september. Förr i tiden var sommarlovet anpassat så att eleverna kunde delta i skördearbetet, men numera är detta ganska onödigt och sommarlovet finns mest kvar som en tradition. Vissa anser att barnen borde ha kortare sommarlov, men de har inte stort stöd.
Föräldrar kan också välja att själva ge sina barn hemundervisning, vilket 1,7 % av barnen fick under det tidiga 2000-talet. Vissa föredrar hemundervisning till exempel som en flykt från / protest mot alltför grov indoktrinering, som de anser att barn utsätts för under utbildningen (kritik av det slaget riktas främst mot den allmänna skolan), eller eftersom man på detta sätt till exempel kan betona religion. Andra anser att det finns för många andra stora problem i skolan, som mobbning, droger och brottslighet.
De som är emot hemundervisning säger att de är rädda för att det är sämre kvalitet på utbildningen och att den kan orsaka extremism. Till exempel kan en förälder som tror att Gud har skapat världen hålla barnet borta från den allmänna skolan som också undervisar om Big bang. Andra tror att om man inte skickar barnen till en skola får de svårt att hitta kamrater i sin egen ålder.

### Elementary school (Kindergarten till femte/sjätte årskursen)
Det finns i USA olika namn på skolor som alla börjar med Kindergarten eller första årskursen och slutar med femte eller sjätte årskursen. De är: "Elementary school", "grade school", "grammar school", och "public school". De flesta elever har dagliga rutiner. Man väljer inga ämnen och stannar i sitt eget klassrum hela dagen, förutom vid lektioner som gymnastik, musik och bild. 
Utbildningen är ganska ostandardiserad. Lärarna, de flesta kvinnor, brukar ge eleverna en bok i varje ämne och talar om vad de skall gå igenom. Eleverna lär sig bland annat matematik och engelsk grammatik, att stava och vokabulär. Samhällsorienterande- och naturvetenskapsorienterande ämnen brukar handla om USA:s historia och världshistorien och ibland om lokalhistoria. Omfattningen av den naturvetenskapliga undervisningen varierar.

### Middle school (Sjätte/sjunde till åttonde årskursen)
Skolor som börjar med sjätte eller sjunde årskursen och slutar med åttonde, ibland nionde, årskursen har olika namn, bland dessa finns "Middle school", "junior high school", och "intermediate school" . Termen "junior high school" och att denna börjar med sjunde årskursen har på senare tid blivit allt ovanligare. Eleverna börjar nu ha olika lärare i olika ämnen, till skillnad från i elementary school, där de hade samma lärare i de flesta ämnen. Lektionerna innehåller vetenskap, matematik, engelska, samhällsvetenskapliga ämnen, samt läsning och/eller teknik. Gymnastik är obligatoriskt alla år från Kindergarten till nionde årskursen. Tillvalsämnen är i middle school begränsade till bara ett eller två.

### High school (Nionde till tolfte året)
Sekundärutbildningen löper från nionde till tolfte årskursen, men vissa skoldistrikt är undantagna. Det vanligaste undantaget är att ha nionde årskursen i middle school. I high school kan eleverna välja många fler ämnen än tidigare.

## College och university
Så kallad "postsekundär utbildning" kallas för college eller universitet och innehåller oftast fyra års studier (engelska: undergraduate) som leder till en bachelorexamen. USA har idag ett omfattande system för högre utbildning, med över 1 500 universitet och högskolor. De flesta av dessa utbildningar på den här nivån är inte kostnadsfria för den enskilda studenten och kräver ofta, om egna medel saknas, studielån och/eller stipendier som reducerar terminsavgifter. De flesta delstaters offentligägda universitetssystem har lägre terminsavgifter för studenter från den egna delstaten.
Service academies har många sökande per plats, då allting är skattefinansierat, i utbyte mot flerårig tjänstgöring som officer i USA:s väpnade styrkor efter examen. Officersutbildning erhålls även vid vanliga universitet genom ROTC, vid sidan av ordinarie studier.
Vissa universitet som anses vara särskilt prestigefyllda ingår i Ivy League: en av dessa är Harvard University med välkända fakulteter inom Law, Medical och Business. Andra prestigfylla universitet är Massachusetts Institute of Technology, California Institute of Technology, University of Chicago, UCLA, University of California Berkeley samt Stanford University. 
Det är möjligt att efter två år på ett community college sen begära en överflyttning (engelska: transfer) till ett universitet och gå återstående två åren för en bachelorexamen.

## Betyg
Betygen i USA utgörs av en skala om elva grader:
| Betyg | Elevens resultat |
| ----- | ---------------- |
| A+    | 98–100 %         |
| A     | 93–97 %          |
| A−    | 90–92 %          |
| B+    | 87–89 %          |
| B     | 83–86 %          |
| B−    | 80–82 %          |
| C+    | 77–79 %          |
| C     | 73–76 %          |
| C−    | 70–72 %          |
| D     | 65–69 %          |
| F     | < 65 %           |

A+ är det högsta möjliga betyget, F är det lägsta. Om man inte klarar av ett visst ämne bör man i vissa skolor ta om ämnet i ett helt skolår, eller gå på sommarskola, för att kunna ta tentamen i ämnet.